# Укразия (фильм)
«Укра́зия» (другое название — «7+2») — советский немой чёрно-белый двухсерийный приключенческий художественный фильм, снятый Петром Чардыниным па Первой кинофабрике ВУФКУ (Одесса) в 1925 году. В картине отражена эпоха разгула белогвардейщины, интервенция и попытки экономического порабощения Страны Советов.

## Сюжет
1919 год. Одесса занятая деникинцами. Белогвардейская контрразведка ведёт поиски большевистского агента, действующего под псевдонимом «7+2». Поиски ведёт контрразведчик ротмистр Энгер — мерзкая персона с внешностью опустившегося наркомана, с безупречной репутацией монархиста в кругу белогвардейцев и интервентов, пользующийся у них абсолютным доверием. Только со взятием Одессы большевиками, когда Энгер попадает в ЧК, становится понятно, кто был тот самый неуловимый красный разведчик «7+2».

## В ролях
- Николай Панов — Энгер, ротмистр, вторая роль — «7+2», агент
- Николай Салтыков — Галайда
- Дарья Зеркалова — Катя, подпольщица
- Матвей Ляров — генерал Биллинг, комендант Одессы
- Юрий Чернышев — Бартлет, английский посол
- Василий Ковригин — Лисевицкий, офицер-лётчик
- Амвросий Бучма — казачий полковник
- Дмитрий Эрдман — молодой рабочий
- Павел Геров — капитан Иванов
- С. Неверов — рабочий Макаров, глава подпольной организации
- Константин Игнатьев — казачий офицер
- Георгий Спранце — Дройд, английский журналист
- Леонид Хазанов — Вертинский, поэт
- Иван Капралов — Джон, шофёр английского посла
- Аркадий Мальский — хозяин китайской курильни опиума
- Леонид Чембарский, Иван Горский, Осип Мерлатти, Виктор Викторов — офицеры контрразведки
- Пётр Матвеенко — рабочий

Исполнители ролей приведены по «Фактографической истории кино в Украине. 1896—1930» В. Миславского (2016)

## Съёмочная группа
- Авторы сценария — Георгий Стабовой, Николай Борисов
- Режиссёр — Пётр Чардынин
- Оператор — Борис Завелев
- Художник-постановщик — Алексей Уткин
- Помощник режиссёра — Михаил Шор

## История создания
Слово «Укразия» изобретено европейскими интервентами: по соглашению между Англией и Францией о разделе России, Украина и Крым входили во французскую сферу влияния.
Основой послужил одноимённый «кино-роман» Николая Борисова, вышедший в 1924 году; в роман включены некоторые действительные эпизоды работы большевистского одесского подполья, рабочего восстания, падения и эвакуации белой Одессы. При написании сценария Георгий Стабовой и Николай Борисов использовали документы из истории одесского большевистского подполья (Одесский Истпарт).
Ряд персонажей имеют реальных исторических прототипов: например, генерал Биллинг — это командующий войсками Новороссийской области ВСЮР генерал Н. Н. Шиллинг, а прообразом полковника Каменщикова является начальник контрразведки полковник Г. А. Кирпичников.

«Укразия» решалась, как восстановленная хроника едва минувших событий, подлинной истории, которая ещё и не стала историей. Тогда, «по горячим следам», были точными приметы времени в одежде, привычках, бытовых подробностях, был точным антураж эпохи. Но постижение автором эпохи во времени не всегда удавалось. Будучи верным в деталях, «Укразия» скорее отражала тему революции, нежели воссоздавала образ её.— Г. А. Сухин, киновед
Съёмки проходили в Одессе; так например, события происходящие в Англии сняты на улице Щепкина. В сцене в кафешантане обыграно выступление поэта Александра Вертинского.
На конкурсе, объявленном Народным комиссариатом просвещения УССР, сценарий фильма отметили второй премией (при том, что первая не присуждалась).

## Прокат и последующая судьба
Премьера состоялась 24 марта 1925 года в Киеве, в том же году фильм представили на Международной выставке декоративного и современного индустриального искусства (Art Deco), а 8 февраля 1926 года состоялась его московская премьера. В год выхода фильма поэт Эдуард Багрицкий посвятил ему стихотворение.
Фильм пользовался популярностью у зрителей и долго не сходил с экрана. В проведённом в 1926 году исследовании среди детей Нижнего Новгорода отмечалось, что в качестве идеала среди героев кинокартин девочками наиболее часто упоминались Дуняша из фильма «Красные Дьяволята» и Катя из фильма «Укразия».
В 1937 году фильм перемонтировали и значительно сократили с 13 до 7 частей, по хронометражу — до 74 минут. Но в прокат выпустить  не успели, — в сентябре того же года Главрепертком при Совете народных комиссаров СССР запретил картину в связи с тем, что один из авторов сценария Николай Борисов был объявлен «врагом народа».
Неполная версия фильма сохранилась в Госфильмофонде России в Белых Столбах и в 2013 году получена Национальным центром Александра Довженко в Киеве:
…мы получили этот сырой материал из Москвы, так и недоделанный безымянным монтажёром с 1930-х. Некоторые сцены дублировались, части были перепутаны, сюжет полностью утрачен, к тому же среди материалов в большинстве своём уцелели сцены со второстепенными героями, боковыми сюжетными линиями и флешбеками.Иван Козленко, генеральный директор Довженко-Центра в 2014—2021 годах
По сохранившимся монтажным листам первоначальной версии 1925 года и страницам романа группе реставраторов Довженко-Центра в 2013 году удалось составить монтажную версию оригинального повествования. Первый публичный показ воссозданного таким образом фильма состоялся на фестивале «Немые ночи» в Одессе.

## Критика
По технике эта выдающаяся фильма не уступает пресловутым «американским» детективам, а по содержанию, конечно, несравнима с последними. В то время, как у американцев всё строится на трюке, преследующем цели занимательности, — и, это главное и единственное, а вся картина в целом бессодержательна, — в «Укразии» сумели достичь высшей занимательности и большой насыщенности революционным сюжетом. По художественности выполнения фильма также не из обычных. Найдены новые приёмы, незатасканные трюки. Дан ряд очень ярких остроумных штрихов. Комическое перемежается с трагическим, и эти контрасты волнуют зрителя.
— Журнал «Кино», 1925
По мнению Александра Марьямова, делая фильм, Пётр Чардынин намеревался вступить в состязание с первым советским боевиком «Красные дьяволята» Ивана Перестиани:

…«Укразия» была сделана по канонам голливудских ковбойских боевиков: такие же прыжки с крыши вагона на крышу встречного поезда, головокружительные погони на скачущих во весь опор конях, демонические злодеи из деникинской контрразведки.
— Александр Марьямов, о фильме «Укразия», 1968
Современниками отмечалось, что по количеству трюков фильм превзошёл снятый в том же 1925 году и славящийся захватывающими трюковыми съёмками фильм Леся Курбаса «Арсенальцы».
Профессор кафедры операторского мастерства ВГИКа Юрий Желябужский в рукописи 1964 года отмечал, что для оператора Бориса Завелева из 35 снятых им в советский период картин, «Укразия» является одной из двух (наряду с фильмом «Звенигора») его лучших операторских работ «подтвердивших его высокую репутацию в дореволюционной кинематографии».
Киновед Иван Корниенко так характеризовал фильм: «Широкий охват событий, динамичность действия, чрезвычайно острая интрига захватывали зрителей. Мастерски, умело сделанный монтаж… Документально снятые массовые сцены…», отметив, что «в киноведении существует резко отрицательное мнение о картине. Но эту оценку едва ли можно признать справедливой».